# Traci Bingham
Pour les articles homonymes, voir Bingham.
Traci Bingham, née le 13 janvier 1968 à Cambridge (Massachusetts), est une actrice américaine, modèle et personnalité de la télévision.
Elle est surtout connue pour avoir joué le rôle de Jordan Tate dans la série télévisée Alerte à Malibu entre 1996 et 1998.
Elle participe également à l'émission de télé réalité Celebrity Big Brother en 2006.

## Filmographie

### Cinéma
- 1995 : Le Cavalier du Diable (Tales from the Crypt: Demon Knight)
- 1998 : Beach Movie
- 1999 : Foolish
- 2000 : The Private Public
- 2000 : Longshot
- 2003 : More Mercy
- 2003 : Four Fingers of the Dragon
- 2003 : Malibooty!
- 2007 : Hanging in Hedo
- 2008 : Black Widow

### Télévision
- 1996 : Mariés, deux enfants
- 1996 - 1998 : Alerte à Malibu : Jordan Tate
- 1999 : The Dream Team
- 2000 : Strip Mall
- 2000 - 2001 : To Tell The Truth
- 2001 : BattleBots
- 2002 : Celebrity Boot Camp : Elle-même
- 2004 : The Surreal Life
- 2006 : Celebrity Big Brother : Elle-même
- 2007 : The Surreal Life: Fame Games : Elle-même
- 2007 : The Tyra Banks Show : Elle-même
- 2002 : 2 Minute Drill

## Prises de position
Traci Bingham est végétarienne et a participé à des campagnes pour les droits des animaux de l'association américaine PETA.